# Lais Ribeiro
Pour les articles homonymes, voir Ribeiro.
Lais Ribeiro, née le 5 octobre 1990 à Teresina, au Brésil est un mannequin brésilien.

## Biographie

### Carrière

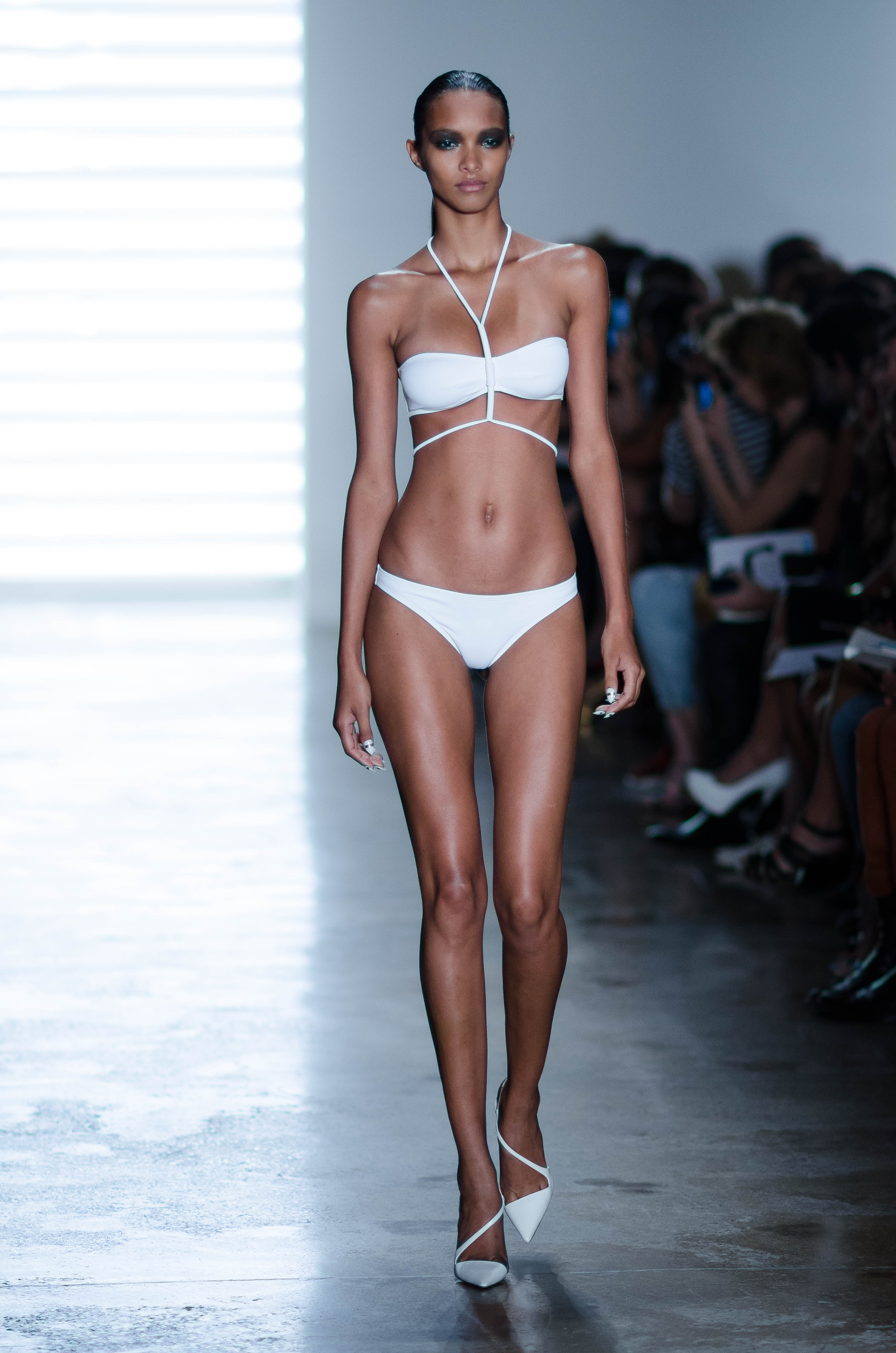
Lais Ribeiro défilant pour.

Lais Ribeiro est découverte en 2009 par John Casablancas, le fondateur de l'agence Elite Model Management. Sa carrière commence réellement l'année suivante, lorsqu'elle défile pour Rag & Bone (en).
Lais Ribeiro a travaillé pour de nombreuses marques. Elle a défilé pour, entre autres, Alexander Wang, Alexis Mabille, Balmain, Carolina Herrera, DKNY, Elie Saab, Givenchy, Helmut Lang, Hervé Léger, Jason Wu, Jean Paul Gaultier, Kenzo, Marc Jacobs et Oscar de la Renta. Elle a aussi représenté American Eagle, Gap, Michael Kors, Nine West (en), Ralph Lauren et Tom Ford.
On a pu la retrouver en couverture de Harper's Bazaar, L'Officiel, Ponystep et Vogue. Elle a réalisé des éditoriaux pour 10 Magazine, Allure, Interview et V.
Depuis 2011, Lais Ribeiro est souvent associée à la marque Victoria's Secret. Elle défile pour eux en 2011 et depuis 2013 et participe souvent à leurs publicités. Elle devait participer au Victoria's Secret Fashion Show 2012 mais s'est cassée la cheville pendant les répétitions. Ses tenues ont donc été portées par Behati Prinsloo (pour le segment Dangerous Liaisons) et Shanina Shaik (pour le segment Angels In Bloom). Depuis 2015, elle fait officiellement partie des Anges de la marque.
En 2014, le site models.com la classée 15e mannequin la plus sexy.

### Vie privée
En 2008, Lais Ribeiro alors âgée de 18 ans donne naissance à un garçon : Alexandre, atteint de troubles autistiques. En 2019, elle est fiancée à Joakim Noah. Le couple se marie le 13 juillet 2022 lors d'une cérémonie au Brésil. En novembre 2024, c’est à travers une publication pour Thanksgiving sur Instagram que le couple annonce la naissance de leur premier enfant ensemble, un petit garçon.